# Kanton Saint-Benoît-1
Saint-Benoît-1 is een kanton van het Franse overzees departement Réunion. Het kanton maakt deel uit van het arrondissement Saint-Benoît.

## Gemeenten
Het kanton omvatte tot 2014 uitsluitend een deel van de gemeente Saint-Benoît.
Bij de herindeling van de kantons door het decreet van 24 februari 2014, met uitwerking op 22 maart 2015, werd de verdeling van Saint-Benoît over de kantons gewijzigd, en werd de gemeente:
- La Plaine-des-Palmistes

aan dit kanton toegevoegd. 